# Шаньдун (півострів)
Шаньду́н, Шаньдунський півострів — півострів на сході Китаю, врізається в Жовте море на 350 км. Береги порізані затоками й бухтами. Пагорби й гори (висота до 923 м) вкриті чагарниками. Рівнини густо заселені.
На півострові вирощують пшеницю, арахіс, тютюн, розвинене садівництво. Порти — Ціндао, Яньтай.